# フェニックス・エンタテインメント
株式会社フェニックス・エンタテインメント（PHOENIX ENTERTAINMENT）は、アニメーションの企画・制作および音楽制作を主な事業内容とする日本の企業。

## 概要・沿革
東京動画の制作出身の山木泰人が、一般OVA『ジャイアントロボ THE ANIMATION -地球が静止する日』の版権管理を目的として、1990年に設立したアニメ制作会社である。1993年、代表の山木が同作品のプロデューサーとして参加したことを契機に制作会社化した（それまでの名義はプロジェクトチーム・ムーとして活動）。主に、一般OVAや18禁OVAなどの企画・制作や映画音楽の制作を中心に活動していた。
2007年の『最後のドアを閉めろ!』を最後に開店休業状態となり、山木の個人事務所として版権管理などの業務を細々と続けていた。2023年11月26日に山木が死去したことに伴い、事実上の活動停止となった。

## 主な作品

### 制作作品

#### テレビアニメ
- プリンセスナイン 如月女子高野球部（1998年）

#### 一般OVA
- ジャイアントロボ THE ANIMATION -地球が静止する日（1992年-1998年）
- 新海底軍艦（1995年-1996年）
- 魔界転生（1998年）
- sin THE MOVIE（2000年）
- 最後のドアを閉めろ!（2007年）

#### 18禁OVA
- 超神伝説うろつき童子（1987年-1996年）
- ANGEL（1990年）
- 外道学園（1994年-1996年）
- 蒼き狼たちの伝説（1996年）
- 快楽殺人調査官 KOJI (1999年) (セルピア株式会社共同制作)
- 姉妹いじり（前編のみ。1999年）
- THE UROTSUKI（2002年）
- センシティブ・ポルノグラフ（2004年）

### 音楽制作
- バトル・ロワイアルII 鎮魂歌（2003年）